# Sorgfjorden
Sorgfjorden is een fjord van het eiland Spitsbergen, dat deel uitmaakt van de Noorse eilandengroep Spitsbergen.
De naam van het fjord heeft als betekenis verdriet-fjord.

## Geografie
Het fjord is zuidwest-noordoost georiënteerd en maakt halverwege een knik vanuit het zuiden naar het oosten. Het heeft een lengte van ongeveer 15 kilometer en mondt in het noordoosten uit in de Straat Hinlopen. Sorgfjorden ligt in het uiterste noorden van schiereiland Nieuw-Friesland.
Ongeveer 40 kilometer naar het zuidoosten ligt het fjord Lomfjorden en ongeveer 20 kilometer naar het westen begint fjord Wijdefjorden.